# Ganz kleine Nachtmusik
Ganz kleine Nachtmusik (lett. "Piccolissima serenata") è il nome dato a un brano musicale per trio d'archi composto dal compositore Wolfgang Amadeus Mozart (1756–1791) tra la metà o la fine del decennio 1760-1770. Il brano è stato ritrovato nelle biblioteche municipali di Lipsia (la copia della partitura proveniva dalla collezione di Carl Ferdinand Becker) durante l'elaborazione della nuova edizione del catalogo Köchel. Proprio come numero d'opera del catalogo si è deciso di dare a questa Serenata "K.648".
La riscoperta è stata annunciata il 19 settembre 2024.

## Composizione
Il pezzo è un trio d'archi scritto quando Mozart aveva fra i 9 e i 13 anni, verosimilmente prima del suo primo viaggio in Italia. È composto da "sette piccoli movimenti per trio d'archi della durata di circa 12 minuti" secondo le biblioteche di Lipsia, che si sono riferite ad esso come "Ganz kleine Nachtmusik" nel catalogo Köchel.

## Riscoperta
Il musicologo tedesco Ulrich Leisinger, parlando per la Fondazione Internazionale Mozarteum di Salisburgo, ha affermato che il pezzo era unico rispetto ad altri lavori prodotti da Mozart all'epoca, che consistevano principalmente in arie, sinfonie e musica per pianoforte.
Il 19 settembre 2024, il trio è stato eseguito per la prima volta a Salisburgo, in Austria, e la sua prima rappresentazione pubblica in Germania è stata il 21 settembre all'Opera di Lipsia. La serenata è stata eseguita dagli studenti della scuola di musica intitolata a J. S. Bach della città di Lipsia: i fratelli violinisti Vincent e David Geer e la violoncellista Elisabeth Zimmermann.
In Italia la prima del Nachtmusik è stata eseguita il 2 ottobre 2024 al Teatro di Gerolamo di Piazza Beccaria, nel centro di Milano.